# ستار أكاديمي 2
هو الموسم الثاني من برنامج ستار أكاديمي   بنسخته العربية. بدأ هذا الموسم ليلة رأس السنة 31 ديسمبر 2004 مع تغييرات طفيفة عن الموسم الأول. وانتهى في 15 أبريل 2005 بفوز هشام من السعودية وكانت الثانية أماني السويسي من تونس والثالثة زيزي عادل من مصر.
وكان عدد الطلاب كالموسم الأول 16؛ 8 شباب و8 فتيات، وكذلك وفرة مظاهر الطرافة والترفيه.     لكنه مر بظروف عصيبة خلال بثه، باغتيال رفيق الحريري في منتصفه، ما أدى إلى توقيفه أسبوعاً، وتفجيرات في بيروت سببت تأجيل حلقة البرايم 11 إلى يوم السبت بدلاً عن الجمعة.

## الطلاب
| المركز | الطالب          | البلد    |
| ------ | --------------- | -------- |
| 1      | هشام الهويش     | السعودية |
| 2      | أماني السويسي   | تونس     |
| 3      | زيزي عادل       | مصر      |
| 4      | أحمد حسين       | الكويت   |
| 5      | بشار غزاوي      | الأردن   |
| 6      | كاتيا حركة      | لبنان    |
| 7      | سامر ضومط       | لبنان    |
| 8      | سلمى غزالي      | الجزائر  |
| 9      | أحمد صلاح الدين | البحرين  |
| 10     | جوي بصوص        | سوريا    |
| 11     | فهد الزايد      | الكويت   |
| 12     | بشار القيسي     | العراق   |
| 13     | إيمان مزهر      | لبنان    |
| 14     | أنس الرملي      | ليبيا    |
| 15     | حنان العصفرة    | المغرب   |
| 16     | رندا حافظ       | مصر      |

## الأساتذة
| الأستاذ      | تخصصه                                                    |
| ------------ | -------------------------------------------------------- |
| ماري محفوظ   | أستاذة تمارين صوتية                                      |
| بيتي توتل    | أستاذة تمثيل وإخراج مسرحي                                |
| وديع أبي رعد | أستاذ موسيقى مدرب الأغاني                                |
| ميشال فاضل   | ملحن وعازف بيانو مدرب الأغاني                            |
| أليسار كركلا | مصممة رقص مدربة الاستعراضات                              |
| عايدة صبرا   | ممثلة ومخرجة مسرح مدربة التعبير والوقفة والخروج من الذات |
| جورج عساف    | مدرب رياضة لتحسين اللياقة والمظهر                        |